# 8561 Sikoruk
8561 Sikoruk eller 1995 SO29 är en asteroid i huvudbältet som upptäcktes den 26 september 1995 av den ryska astronomen Timur V. Krjačko vid Engelhardt-observatoriet. Den är uppkallad efter Leonid L. Sikoruk.
Asteroiden har en diameter på ungefär 12 kilometer och den tillhör asteroidgruppen Themis.